# Malcolm Nokes
Malcolm Cuthbert Nokes, född 20 maj 1897 i Edmonton i Storlondon, död 22 november 1986 i Alton, Hampshire, var en brittisk friidrottare.
Nokes blev olympisk bronsmedaljör i släggkastning vid sommarspelen 1924 i Paris.